# 藤本寬也
藤本寬也（1999年7月1日—），日本足球運動員，司職中場，現效力英冠球隊伯明翰。

## 俱乐部生涯
出自东京绿茵青训的球员本赛季升入一线队后，出场时间已经达到日职联赛900分钟出场的A级合同要求，他被认为是2018年赛季日乙最优秀的年轻球员之一，2020年赛季成为了球队的队长。
东京绿茵官方宣布，与中场球员藤本宽也签下A级职业合同。
东京绿茵队长藤本宽也确定租借加盟葡超吉维森特，租借期间为2020年8月9日至2021年5月31日。
葡萄牙杯第4轮莱里亚0-3吉尔维森特，藤本宽也助攻1球。
葡超联赛吉尔维森特主场对战里斯本竞技，藤本宽也为吉尔维森特打入进球，这也是其加盟后首球，不过球队最终被里斯本竞技绝杀逆转，以1-2输掉比赛。
东京绿茵官方宣布，葡超吉尔维森特续租上赛季租借到该队的中场藤本宽也一年。
2022年7月4日，东京绿茵官方消息，租借到吉尔维森特的中场藤本宽也被买断，据德转消息，球员买断费为60万欧元。

## 國家隊生涯
日本U16国际邀请赛次战日本2-0击败智利U16，藤本宽也和中岛元彦上下半场各建一功。
藤本宽也代表日本U20国青队参加了2019年夏天的U20世界杯，他在赛事中送出了2次助攻，他帮助球队杀入了16强。
2019年5月26日，2019年波兰世青赛小组赛第二轮墨西哥迎战日本。藤本宽也先后助攻宫代大圣和田川亨介破门得分，下半场田川亨介又助攻宫代大圣锁定胜局。最终全场比赛结束，日本3-0战胜墨西哥，两场小组赛一胜一平保持不败。

## 外部連結
- 日本職業足球聯賽中的藤本寬也 （日語）
- Soccerway資料庫：藤本寬也